# 羅利鎮區 (北達科他州格蘭特縣)
羅利鎮區（英語：Raleigh Township）是位於美國北達科他州格蘭特縣的一個鎮區。

## 地方資料
羅利鎮區的面積為93.28平方千米，當中陸地面積為93.21平方千米，而水域面積為0.06平方千米。根據2020年美國人口普查的數據，當地共有人口37人，而人口密度為每平方千米0.4人。